# Ljubljansko barje
Ljubljansko barje je najjužniji dio Ljubljanske kotline, kojim protječe Ljubljanica. Površina mu iznosti 163 km2.
Za pleistocena je bilo veliko plitko jezero, poslije djelomično ispunjeno nanosima s Alpa. Melioracijskim radovima u XVIII. st. (Gruberov kanal, 1780.) i kasnijom izgradnjom kanalske mreže bile su isušene močvare i smanjene poplave. Mjestimično pošumljen, rijetko naseljen kraj s malim obrađenim površinama.
Poznato je po nizu sojeničkih naselja (Ig, Resnikov prekop, Maharski prekop, Parte, Notranje Gorice, Blatna Brezovica, Veliko Mostišče, Prevalje, Kamnik), različite kulturne i kronološke pripadnosti (kasni neolitik, eneolitik, rano brončano doba). Njihov je kulturni razvoj bio u uskoj vezi s događanjima u zapadnom dijelu Karpatske kotline i susjednim područjima. Prva planska arheološka istraživanja u Sloveniji, započeta 1875. kraj sela Studenec (danas Ig), potvrdila su postojanje pet naselja. Za te nalaze predložen je (1931.) naziv kultura Ljubljanskog barja. Na osnovi tipoloških obilježja keramičkih posuda P. Korošec 1959. izdvojila je dvije faze: Ig I (slavonska, tj. vučedolska kultura) i Ig II (ranobrončanodobna kultura). Kasnijim su istraživanjima ustanovljena naselja kasne lengyelske, lasinjske, vučedolske i ljubljanske kulture.